# Volume (gra komputerowa)
Volume – gra komputerowa stworzona przez Mike’a Bithella, wydana 18 sierpnia 2015 na platformy Microsoft Windows, PlayStation 4 i PlayStation Vita. Inspiracją do jej stworzenia był Minecraft.

## Fabuła
Gra fabułą nawiązuje do legendy o Robin Hoodzie, jednak akcja toczy się w alternatywnej przyszłości. Młody złodziej odkrywa spisek dotyczący wojskowego zamachu stanu, dokonuje różnych grabieży w wirtualnym świecie, wykorzystując urządzenia o nazwie Volume, które zawierają algorytmy sztucznej inteligencji. Następnie przenosi skradzione przedmioty do realnego świata. W tworzeniu warstwy fabularnej duży udział mieli aktorzy Charlie McDonnell, Danny Wallace oraz Andy Serkis.

## Rozgrywka
Gracz wciela się w przestępcę, który pokonuje kolejne poziomy wypełnione strażnikami, unikając wszczęcia alarmu i kradnąc wartościowe dobra. Aby przemknąć obok przeciwników, można ich ogłuszyć lub odwrócić uwagę. Akcję gry przedstawiono w widoku z lotu ptaka.
Gra zawiera edytor umożliwiający zaprojektowanie własnych poziomów lub modyfikację obecnych. Pozwala na tworzenie bardzo zróżnicowanych map, a efektami prac można dzielić się ze społecznością graczy. Budowanie otoczenia przypomina układanie klocków, podobnie jak w Minecrafcie. Oprawa wizualna jest minimalistyczna, ale tytuł nadrabia braki sugestywną atmosferą. Całość została utrzymana w futurystycznej, cyberpunkowej konwencji.

## Odbiór
Gra spotkała się z mieszanymi reakcjami krytyków: od 8,1/10 w portalu IGN, przez 7,5/10 według Softpedia aż po 6,5/10 w portalu New Game Network.